# Богдановське (Калузька область)
Богдановське (рос. Богдановское) — село в Ферзиковському районі Калузької області Російської Федерації.
Населення становить 1 особу. Входить до складу муніципального утворення Присілок Бронці.

## Історія
Від 2004 року входить до складу муніципального утворення Присілок Бронці

## Населення
| 2002 | 2010 | 2011 |
| ---- | ---- | ---- |
| 5    | ↗6   | ↘1   |